# Список регионов США
В статье представлен список регионов США по различным категориям.

## Надштатные регионы

### Официальные регионы США
Многие регионы США определяются федеральными законами и постановлениями.
- Северо-восток США
  - Новая Англия
  - Среднеатлантические штаты
- Средний запад США
  - Северо-восточные центральные штаты
  - Северо-западные центральные штаты
- Юг США
  - Южноатлантические штаты
  - Юго-восточные центральные штаты
  - Юго-западные центральные штаты
- Запад США
  - Горные штаты
  - Тихоокеанские штаты

#### Регионы Бюро переписи населения США
Бюро переписи населения США определяет 4 статистических региона с 9 субрегионами. Данное разделение является наиболее широко используемой системой классификации и выглядит следующим образом:
- Регион 1: Северо-восток
  - Субрегион 1: Новая Англия (Вермонт, Коннектикут, Массачусетс, Мэн, Нью-Гэмпшир и Род-Айленд)
  - Субрегион 2: Среднеатлантические (Нью-Джерси, Нью-Йорк и Пенсильвания)
- Регион 2: Средний Запад[* 1]
  - Субрегион 3: Северо-восточные центральные (Висконсин, Иллинойс, Индиана, Мичиган и Огайо)
  - Субрегион 4: Северо-западные центральные (Айова, Канзас, Миннесота, Миссури, Небраска, Северная Дакота и Южная Дакота)
- Регион 3: Юг
  - Субрегион 5: Южноатлантические (Виргиния, Делавэр, Джорджия, Западная Виргиния, Мэриленд, Северная Каролина, Флорида, Южная Каролина и Округ Колумбия)
  - Субрегион 6: Юго-восточные центральные (Алабама, Кентукки, Миссисипи и Теннесси)
  - Субрегион 7: Юго-западные центральные (Арканзас, Луизиана, Оклахома и Техас)
- Регион 4: Запад
  - Субрегион 8: Горные (Айдахо, Аризона, Вайоминг, Колорадо, Монтана, Невада, Нью-Мексико и Юта)
  - Субрегион 9: Тихоокеанские (Аляска, Вашингтон, Гавайи, Калифорния и Орегон)

Пуэрто-Рико и другие территории США не являются частью никакого статистического региона.

#### Федеральные резервные банки
В рамках Закона о Федеральном резерве, принятом в 1913 году, США были разделены на 12 регионов с Федеральным резервным банком в каждом из них. Совместно 12 федеральных резервных банков формируют основную часть Федеральной резервной системы — главного регулирующего органа кредитной системы США.
- Федеральный резервный банк Атланты
- Федеральный резервный банк Бостона
- Федеральный резервный банк Далласа
- Федеральный резервный банк Канзас-Сити
- Федеральный резервный банк Кливленда
- Федеральный резервный банк Миннеаполиса
- Федеральный резервный банк Нью-Йорка
- Федеральный резервный банк Сан-Франциско
- Федеральный резервный банк Сент-Луиса
- Федеральный резервный банк Ричмонда
- Федеральный резервный банк Филадельфии
- Федеральный резервный банк Чикаго

#### Часовые пояса
- Самоанское время[англ.] (Американское Самоа)
- Гавайско-алеутское время[англ.] (Гавайи)
- Аляскинское время[англ.] (Аляска)
- Тихоокеанское время
- Североамериканское горное время[англ.]
- Североамериканское центральное время
- Североамериканское восточное время
- Атлантическое время
- Чаморро время[англ.] (Гуам, Северные Марианские острова)

#### Регионы Бюро экономического анализа США
Бюро экономического анализа США определяет регионы для сравнения экономических данных:
- Новая Англия: Вермонт, Коннектикут, Массачусетс, Мэн, Нью-Гэмпшир и Род-Айленд
- Средний Восток: Делавэр, Мэриленд, Нью-Джерси, Нью-Йорк, Пенсильвания и Округ Колумбия
- Великие озёра: Висконсин, Иллинойс, Индиана, Мичиган и Огайо
- Равнины: Айова, Канзас, Миннесота, Миссури, Небраска, Северная Дакота и Южная Дакота
- Юго-восток: Алабама, Арканзас, Виргиния, Западная Виргиния, Джорджия, Кентукки, Луизиана, Миссисипи, Северная Каролина, Теннесси, Флорида и Южная Каролина
- Юго-запад: Аризона, Нью-Мексико, Оклахома и Техас
- Скалистые горы: Айдахо, Вайоминг, Колорадо, Монтана и Юта
- Дальний Запад: Аляска, Вашингтон, Гавайи, Калифорния, Невада и Орегон

### Неофициальные регионы США
- Аллея торнадо
- Аппалачи
- Верхний Средний Запад
- Восточный Техас
- Глубокий Юг
- Дикси
- Западное побережье США
- Район Великих озёр
- Старый Юг
- Четыре Угла

#### Пояса
- Библейский
- Кукурузный
- Морозный[англ.]
- Ржавый
- Рисовый
- Снежный[англ.]
- Солнечный[англ.]
- Сосновый[англ.]
- Хлопковый
- Чёрный

#### Мегалополисы
- Атлантический Пидмонт[англ.]
- Великие озёра[англ.]
- Каскадия
- Калифорнийский
- Северо-Восточный
- Солнечный коридор Аризоны[англ.]